# Lim Si-Hyeon
Lim Si-Hyeon (en coreano: 임시현; Gangneung, 13 de junio de 2003) es una deportista surcoreana que compite en tiro con arco, en la modalidad de arco recurvo.
Participó en los Juegos Olímpicos de París 2024, obteniendo tres medallas de oro, en las pruebas individual, por equipo y equipo mixto. Ganó una medalla de oro en el Campeonato Mundial de Tiro con Arco al Aire Libre de 2023.

## Palmarés internacional
| Juegos Olímpicos                 | Juegos Olímpicos  | Juegos Olímpicos | Juegos Olímpicos |
| Año                              | Lugar             | Medalla          | Prueba           |
| -------------------------------- | ----------------- | ---------------- | ---------------- |
| 2024                             | París (Francia)   | Medalla de oro   | Individual       |
| 2024                             | París (Francia)   | Medalla de oro   | Equipo           |
| 2024                             | París (Francia)   | Medalla de oro   | Equipo mixto     |
| Campeonato Mundial al Aire Libre |                   |                  |                  |
| Año                              | Lugar             | Medalla          | Prueba           |
| 2023                             | Berlín (Alemania) | Medalla de oro   | Equipo mixto     |